# Ștefan Irimescu
Ștefan Irimescu (n. 12 decembrie 1871, Ploiești – d. 16 februarie 1956, București) a fost un medic român, fondator al școlii românești de pneumoftiziologie. În anul 1901 a înființat, cu alți câțiva medici, „Societatea pentru profilaxia tuberculozei” și a fost fondatorul, în anul 1904, și ulterior directorul, până în 1944, Sanatoriului și Dispensarului „Filaret” din București, astăzi Institutul de Pneumoftiziologie Marius Nasta. Este considerat de unii specialiști drept primul ftiziolog român.

## Anii de formare
Fiul lui Ștefan (1838-1912) și al Vasilichiei (d. 1917) Irimescu, Ștefan Irimescu s-a născut la Ploiești la 12 decembrie 1871, având două surori, Elena (cca 1880-1946, căsătorită cu medicul Vasile Dragoșescu), și Victoria (1883-1915, căsătorită cu Dimitrie Voinov), și un frate, Aurel (cca 1885, răpus, tânăr, de tuberculoză galopantă). Tatăl lui, negustor, se trăgea din Săcele, de lângă Brașov, dintr-o familie de oieri.
După absolvirea liceului din Ploiești, urmează Facultatea de Medicină din Paris, unde își trece doctoratul, în 1902, cu teza Considérations sur les néphrites à longue échéance et les albuminuries prolongées. Întors în țară, se căsătorește cu Elena Guțulescu (1885-1964), cu care va avea două fete: Elena (1911-1965), căsătorită în 1930 cu Tudor Vianu, și Maria-Monica (1922-1991), căsătorită în 1947 cu medicul Emanuel R. Neumann-Grigg.
În anii studiilor pariziene, Ștefan Irimescu a făcut parte din cercul studenților socialiști români din Franța, legând o strânsă prietenie cu Ioan Cantacuzino, Emil Racoviță, Dimitrie Voinov, Alexandru Slătineanu. După întoarcerea în țară, deși nu a devenit un militant activ al mișcării, a păstrat o sensibilitate socialistă, care îl va face, de pildă, să conferențieze în 1905-1906 la clubul funcționând pe lângă ziarul România muncitoare sau să ia cuvântul la înmormântarea lui Constantin Dobrogeanu-Gherea. În anii 1931-1932, a fost deputat de Ilfov al Partidului iorghist 

## Întoarcerea în țară
La înapoierea de la Paris, după trecerea cu succes a examenului cerut de legea sanitară, Ștefan Irimescu a obținut dreptul de liberă practică și a fost angajat ca intern și asistent la Laboratorul de medicină experimentală al Facultății de Medicină din București, înființat în 1902 de tânărul profesor Ioan Cantacuzino, laborator în care a activat până în 1906. Laboratorul funcționa numai cu trei medici: I. Cantacuzino, director, Alexandru Slătineanu, șef de lucrări, Șt. Irimescu, medic-asistent. La 1 ianuarie 1904, a fost numit, pe bază de concurs, medic secundar al spitalelor Eforiei Civile, activând în serviciul medical al ospiciului Mărcuța până la 7 decembrie 1906.

## Campaniile împotriva malariei
Sub îndrumarea lui Ioan Cantacuzino, a participat la campaniile antimalarice din 1904-1908, conducând echipe de intervenție în mediul rural pentru depistarea bolnavilor și tratamentul lor cu chinină. Era cea dintâi campanie sistematică împotriva paludismului în România. În lucrarea sa Profilaxia paludismului, publicată în 1905, dr. Ștefan Irimescu aprecia că în țară, dintr-o populație de șapte milioane de locuitori, erau vreo 250-300.000 de malarici. Depistările au început, în 1904, în trei localități din județele Ilfov, Teleorman și Roman și au continuat în 1905, în două localități din județul Ilfov. În această etapă „s-a experimentat chininizarea, ca să se vadă întru cât este aplicabilă la noi în țară și care sunt rezultatele care se pot obține”. În 1906 s-au cercetat alte 25 de localități, dintre cele mai impaludate din țară, în care s-au tratat profilactic 6.161 de persoane și s-au ținut sub observație, ca martori, 15.838 de persoane. În 1907, campanii antimalarice s-au efectuat în județele Ilfov, Vlașca, Romanați, precum și în cătunul Anadolchioi, din județul Constanța, considerate a fi „printre cele mai impaludate”. Dr. Irimescu precizează că, dintr-o populație de 53.917 locuitori, ținuți îndeaproape în observație din punctul de vedere al paludismului, 24.533 au fost profilaxați. În 1908, campania antimalarică a continuat, astfel că alți 3.176 din malarici din județele amintite au fost tratați curativ, iar 13.294, „supuși la profilaxie”.

## Lupta împotriva tuberculozei
Dar preocupările principale ale doctorului Irimescu aveau să fie legate de studiul tuberculozei, pe care îl începe tot sub îndrumarea profesorului Ioan Cantacuzino. În cadrul Laboratorului de medicină experimentală, „am fost primul lui asistent și, zece ani aproape, am lucrat zi de zi în apropierea lui imediată”. Cercetările celor doi savanți „asupra acțiunii bacililor tuberculoși și paratuberculoși dezbrăcați de învelișul lor de grăsime, prin anumite tehnici de laborator, precum și asupra tuberculinelor au fost pretutindeni citate”.
Alături de doctorii I. Cantacuzino și M. Petrini-Galați, Ștefan Irimescu este membru fondator al primului comitet al „Societății pentru profilaxia tuberculozei”, prima societate medicală de acest gen din România, care urmărea crearea unor instituții spitalicești proprii având drept scop combaterea tuberculozei. La 3 aprilie 1904, guvernul român a recunoscut ca persoană morală acestă Societate și, la stăruința membrilor ei, prim-ministrul Dimitrie A. Sturdza i-a repartizat un teren de șapte hectare în dealul Filaretului și i-a acordat o subvenție de 400.000 lei, „să construiască, organizeze și conducă primul sanatoriu ce se va ridica în țara noastră pentru tuberculoși”. La 17 octombrie 1906, Societatea pune piatra de temelie a sanatoriului, iar la 16 iunie 1907 pune la dispoziția bolnavilor săraci primele 80 de paturi, din care 60 destinate tuberculozei „deschise sau înaintate” iar 20 tuberculozei „nedeschise sau incipiente”. Sanatoriul îi avea de la început la conducerea sa pe medicii Ștefan Irimescu și Alexandru Slătineanu, buni prieteni din anii studenției lor pariziene și ai colaborării în cadrul Laboratorului de medicină experimentală. În 1908, Slătineanu se mută la Universitatea din Iași, iar dr. Irimescu rămâne singur la conducere, ajutat de dr. Francisc I. Rainer, pentru examenele anatomopatologice.
Ștefan Irimescu va face din spitalul Filaret, pe care îl va conduce până în 1944, o instituție medicală de specialitate de mare prestigiu. Intensa activitate spitalicească pe care a desfășurat-o aici a fost dublată de o vastă activitate de organizare și propagandă antituberculoasă. Încă din 1906, introduce metoda pneumotoraxului artificial, pe care o răspândește și în restul țării. Conștient de importanța excepțională a diagnosticului timpuriu al tuberculozei, doctorul Irimescu a inițiat înființarea unui serviciu roentgenologic la Filaret, în 1922, an în care se fac și primele 240 de examene radioscopice. Tot el va fi acela care va determina, în 1935-1940, Liga națională contra tuberculozei să declanșeze o mare acțiune de depistare, prin radioscopii efectuate în serie la elevii și studenții din București, recurgându-se la aparate radiologie portabile.

## Militantism social
Alături de activitatea propriu-zis medicală, Ștefan Irimescu a desfășurat un militantism social, având ca scop profilaxia tuberculozei în România. Înainte de Primul Război Mondial, îl regăsim printre membrii fondatori ai Societății pentru combaterea tuberculozei la copii (1908), ai Societății pentru izolarea tuberculoșilor (1913), ai Societății pentru profilaxia tuberculozei (director general începând din 1918), printre inițiatorii unităților curativo-profilactice de profil: sanatoriile de la Bisericani, județul Neamț, și Bârnova, județul Iași, sanatoriul maritim pentru copii scrofuloși de la Techirghiol, sanatoriul pentru izolarea bolnavilor tuberculoși Zerlendi.
Întemeierea Ligii naționale contra tuberculozei, în 1934-1935, avea să dea un impuls important luptei împotriva acestei endemii. Liga, al cărei secretar era dr. Irimescu, organizație cu caracter semi-oficial, s-a străduit să coordoneze și să unifice eforturile instituțiilor angrenate în campaniile antituberculoase și, alături de Ministerul Sănătății, să dezvolte mijloacele de depistare precoce și să contribuie la înființarea, dezvoltarea și modernizarea unităților medico-sanitare de specialitate. Irimescu susținea cu tenacitate măsuri noi pentru sporirea fondurilor necesare combaterii tuberculozei, mai ales „introducerea unei asigurări generale obligatorii contra tuberculozei, cuprinzând și populația rurală”. Prin eforturile Ligii, s-au construit sanatoriile de la Moroeni, județul Dâmbovița, Turia, județul Covasna, Bugaz, județul Cetatea Albă, Dobrița, județul Gorj, Marila, județul Caraș-Severin, Câmpeni, județul Alba, Aleșd, județul Bihor, Vorniceni, județul Lăpușna.. „La noi, susținea Ștefan Irimescu, trebuie avută în vedere nevoia urgentă de a dispune, în fiecare județ, de cel puțin un spital de izolare pentru tuberculoșii cu leziuni mari deschise, care reprezintă o mare primejdie de răspândire a bolii”..

## Apartenența la societăți științifice
- Membru al Academiei de Științe Medicale (desființată în 1948 de regimul comunist).

## Distincții
- Ordinul „Coroana României” în gradul de Comandor (31 mai 1932)[11]

## Lucrări
- Considérations sur les néphrites à longue échéance et les albuminuries prolongées: eléments de pronostic dans les néphrites", L. Boyer, Paris, 1902, 185 p.
- Profilaxia paludismului, București, Institutul de Arte Grafice Carol Göbl, 1905, 97 p.
- Rezultatele campaniei antimalarice în zona Obileștii Noi-Ulmeni din județul Ilfov, București, 1907.
- Rezultatele obținute în timp de zece luni în Spitalul de la Filaret, București, 1907, 29 p. + 3 tab.
- Rezultatele obținute în Spitalul de la Filaret (1 apr. 1907 - 1 apr. 1908) (Raport prezentat în adunarea generală a „Societăței pentru Profilaxia Tuberculozei” dela 3 mai 1908 ), București, Tipografia Modernă „Grigore Luis”, 1908, 32 p.
- Mijloacele pentru combaterea malariei, București, Tipografia „Modernă”, 1909, 84 p..
- Tuberculoza ca boală socială, Iași, Tipografia „Dacia”, P. & D. Iliescu, 1910, 39 p. (Extras din „Viața Românească” nr. 8 și 9, 1910).
- Măsuri pentru organizarea și sistematizarea luptei antituberculoase, Iași, 1918.
- Pericolul social al tuberculozei", 1918.
- „Un cas de pneumothorax artificiel à résultats immédiats et évidents”, Bulletins et Mémoires de la Société Médicale des Hôpitaux de Bucarest, 1919, 3-4, 10 p.
- Asistența igienică și medicală în școală : combaterea boalelor și în primul rând a tuberculozei, București, Institutul de Arte Grafice „Flacăra” , 1919 . – 15 p. (Extras din Renașterea Română, nr. 10, decembrie 1918)
- Lupta contra tuberculozei. Extensia boalei. Masuri de organizare pentru combaterea ei, București, Flacăra, 1919, 64 p.
- Legiferări sociale în combaterea tuberculozei", Iași, 1921.
- Legea pentru combaterea tuberculozei : Nevoia urgentă a introducerei și aplicării acestei legi (Expunere făcută la Adunarea generală a Societății pentru profilaxia tuberculosei dela 25 iunie 1925), București, Tipografia Ion C. Văcărescu, 1925, 44 p.
- Legea pentru combaterea tuberculozei cu modalitățile și consecințele aplicării ei", București, 1926.
- Combaterea tuberculozei : măsurile de asistență și de profilaxie în legătură cu legea pentru combaterea tuberculozei (Raport prezentat la Adunarea Generală a Societății pentru profilaxia tuberculosei dela 29 iunie 1927), București, Tipografia Ion C. Văcărescu, 1927, 44 p.
- Combaterea tuberculozei. Măsuri pentru a stavili extensia boalei. Legiferări și organizări de asistență, București, Tipografia „Ion C. Văcărescu”, 1929, 58 p.
- Tuberculoza în România. Statistică comparată. Constatări și propuneri, București, [s.n], 1930, 59 p.
- Întinderea tuberculozei în România. Măsurile de combatere, București, Atelierele „Adevărul” S.A., 1930, 24 p. (Extras din Viața Românească, anul XXII, nr. 7 și 8, 1930).
- Tratamentul tuberculozei, București, Atelierele „Adevărul” S.A., 1930. – 14 p. (Extras din Viața Românească, Anul XXII, nr. 11 și 12, 1930).
- „Tuberculoza în România”, (Raport la Primul Congres național de tuberculoză), București, 1931: rapoarte și corapoarte, București, Tipografia Cultura, 1931.
- Problemele sanitare în cadrul politicei generale. Bugetele și sănătatea publică: discurs rostit la răspunsul la mesagiu în ședința Camerei Deputaților dela 30 noembrie 1931, București, [s. n.], 1931, 72 p.
- Probleme de igienă publică și de politică sanitară: discursuri și comunicări făcute în Camera Deputaților în sesiunea dela februarie-aprilie 1932, București, Imprimeria Centrală, 1932, 100 p.
- Rolul Statului în apărarea sănătății publice (conferință ținută la Universitatea din Vălenii de Munte), „Neamul românesc”, nr. 185, 20 iulie 1931.
- Mizeria fondurilor pentru combaterea tuberculozei, „Neamul românesc”, nr. 40, 18 februarie 1932.
- Combaterea tuberculozei în Parlament-discurs, „Neamul românesc”, nr. 55 și 69, 7 și 23 martie 1932.
- Sanatoriile pentru tuberculoză, „Neamul românesc”, nr. 79, 3 aprilie 1932.
- Tratamentul tuberculozei în facultățile de medicină, „Neamul românesc”, nr. 82, 7 aprilie 1932.
- Latura socială și sanitară a problemei alcoolului, „Neamul românesc”, nr. 87 și 88, 13 și 14 martie 1932.
- Asistența tuberculoșilor în cadrul împrejurărilor actuale economice și sociale (Expunere făcută la Adunarea Generală a Societății pentru profilaxia tuberculozei de la 11 iunie 1932), 45 p. (publicat în „Neamul românesc”, nr. 134-143, 15-25 iunie 1932).
- „Perspective de viitor în combaterea tuberculozei”, Sănătatea, 1 febr. 1933.
- Moralitate și moravuri medicale : considerații de deontologie și de terapeutică morală, București, Institutul de Arte Grafice „Eminescu” S. A., 1933, 16 p. (Extras din România Medicală, 15 februarie 1933).
- Lupta contra tuberculosei : Principii de organizare, Al II-lea Congres Național de tuberculoză: Cluj, 3-5 iunie 1933, Cluj, Cartea Românească, 1933, 70 p.
- Baza economică și politică a problemelor sanitare, București, Tip. „Curierul Judiciar” S. A. , 1933, – 15 p. (Extras din Sănătatea, 1 aprilie 1933).
- „Profesorul I. Cantacuzino, un biologist genial și un mare umanist", București, Atelierele „Adeverul” S. A., 1934 (Extras din Viața Românească, nr. 2 din 1 februarie 1934), 19 p.
- Un ideolog social și un idealist politic: profesorul I. Cantacuzino, București, Institutul de Arte Grafice Eminescu, 1934, 23 p.
- Un apel pentru ajutorul tuberculoșilor, București, Curierul Judiciar, 1934, 12 p.
- Liga Națională contra tuberculozei, București, Tipografia „Ion C. Văcărescu”, 1934, 39 p.
- Tuberculoza în România, București, Atelierele „Curierul Judiciar”, 1934, 20 p. (Extras din „Sănătatea”, nr. 7, 8 din 1934).
- Perspective de viitor în combaterea tuberculozei, București, 1935, 32 p.
- Diagnosticul precoce al tuberculozei. Starea actuală a asistenței tuberculoșilor în România, Iași, 1935
- Tratamentul tuberculozei în trecut și în prezent, Revista științelor medicale, 1935, 9, 28 p.
- Activitatea Ligii naționale contra tuberculozei pe anul 1937-1938", București, ed. Vulturul, 1939, 54 p.
- Ani de studiu și drumuri în viață cu Al. Slătineanu: Însemnări asupra începuturilor laboratorului de medicină experimentală, București, Cultura, 1940, 16 p.
- Legea pentru asigurarea tuberculozei, București, 1941, 32 p.
- „Medicul ca factor social”, Convorbiri literare, nr. 7-8.